# Lucienne Bréval

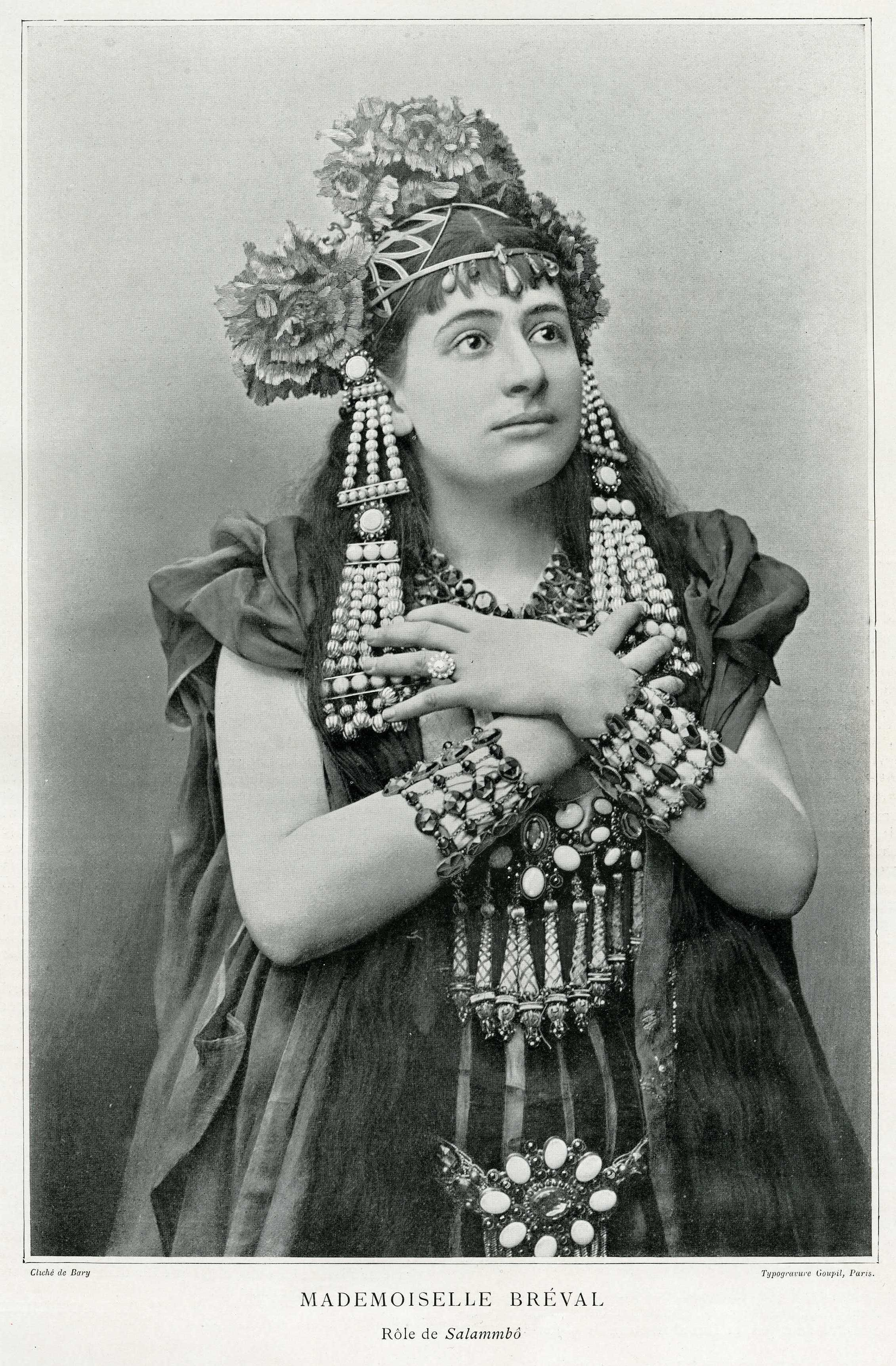
Madame Breval in der Rolle als Salammbô

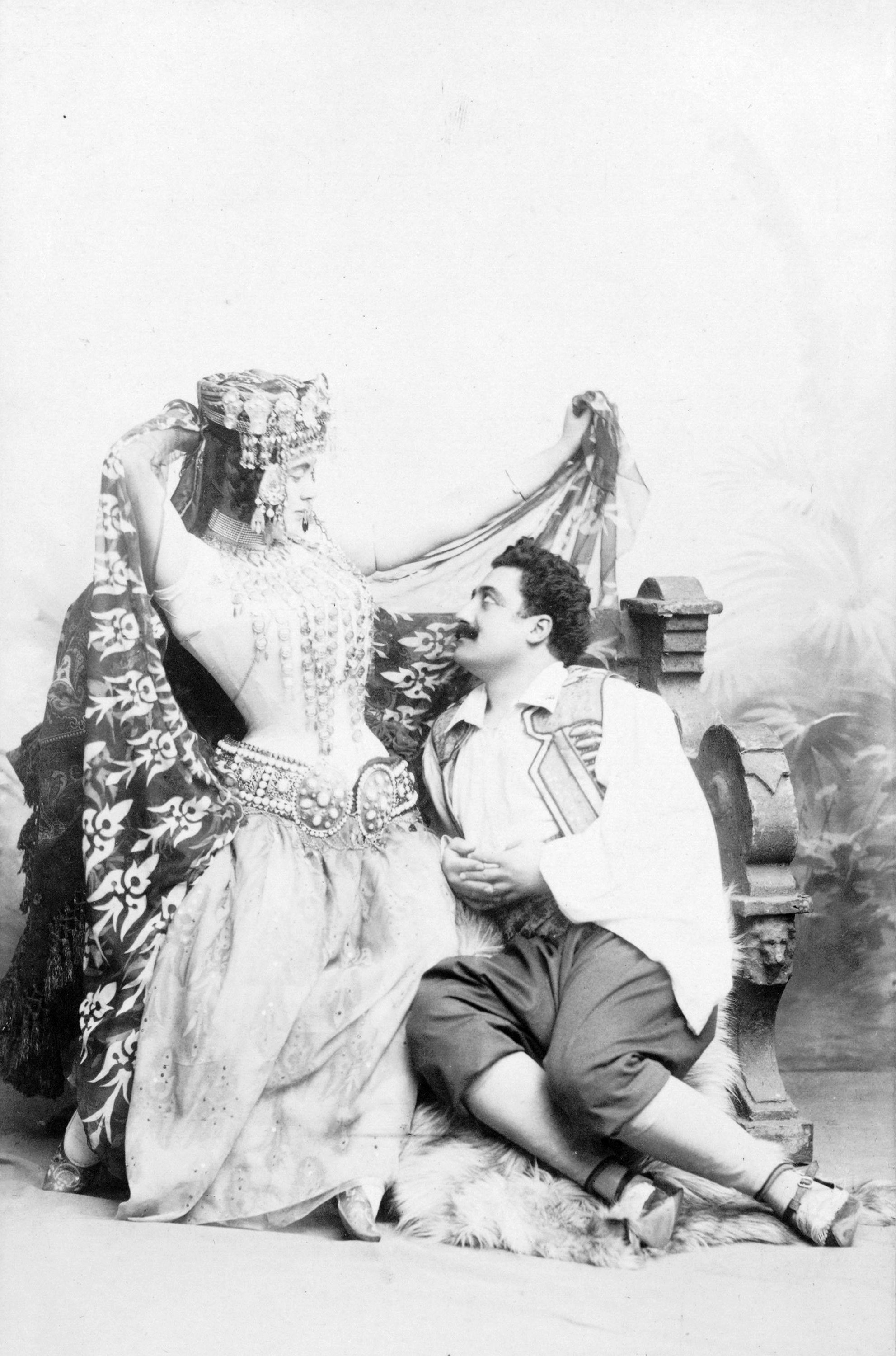
Bréval zusammen mit Maurice Renaud in La montagne noire von Augusta Holmès, 1895

Lucienne Bréval (eigentlich Berthe Agnès Lisette Schilling; * 4. November 1869 in Männedorf; † 15. August 1935 in Neuilly-sur-Seine) war eine Schweizerisch-französische (erhielt das französische Bürgerrecht am 17. Juni 1914), dramatische Sopranistin und Opernsängerin.

## Leben und Wirken
Aufgewachsen in Männedorf, studierte Bréval an den Konservatorien Lausanne und Genf, zunächst als Pianistin, wofür sie 1887 in Genf sogar einen ersten Preis erzielte. In Paris studierte sie ebenfalls am Konservatorium Gesang bei Victor Warot und Oper bei Louis-Henri Obin und debütierte 1892 in der Rolle der Selika in Giacomo Meyerbeers L’Africaine. Neben Félia Litvinne, die in St. Petersburg als Kind deutscher und quebecanischer Eltern geboren ebenfalls keine Französin war, dominierte sie von 1895 bis 1914 das Gesangsfach in Frankreich. Während Litvinne mehr ihre internationale Karriere im Fokus hatte, blieb Bréval während ihrer insgesamt 30-jährigen Karriere im Wesentlichen Frankreichs Hauptstadt treu. Und ebenfalls im Gegensatz zu Litvinne existieren von Bréval bis auf drei sog. Mapleson-Zylinder kaum Aufnahmen ihrer Stimme, obwohl sie als Interpretin der Werke von Gluck, aber auch zeitgenössischer Komponisten und v. a. Wagner als die französische Sopranistin ihrer Zeit galt. Am 9. April 1925 wurde sie zum Ritter der Ehrenlegion erhoben für ihre Leistungen als lyrische Artistin an der Nationaloper.